# Aquila di sangue

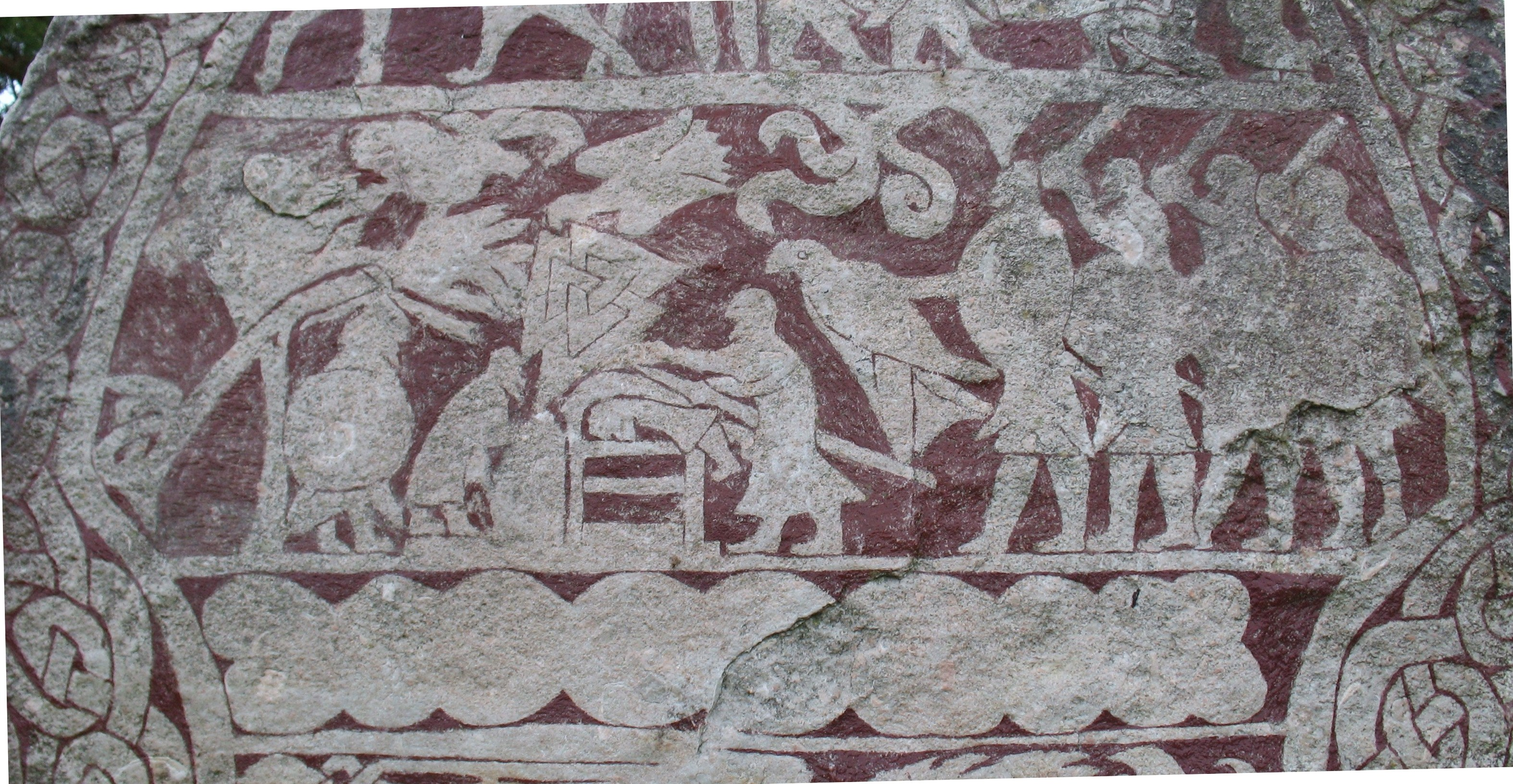
Una sezione della Stele di Stora Hammar, in Gotland, Svezia. L'illustrazione mostra un uomo che giace sulla sua pancia mentre un altro usa un'arma sulla sua schiena. Vi è Valknut sopra di lui, con due aquile, una delle quali trattenuta dall'uomo sulla destra.

L'aquila di sangue (dall'antico norvegese: bloðorn anche chiamato rísta bloðorn) è un presunto metodo di tortura e di esecuzione a volte menzionato nelle saghe norrene. Consisteva nel separare le coste della vittima dalla spina dorsale, rompendole in modo tale da farle assomigliare ad un paio di ali insanguinate, ed estrarre i polmoni dalla cassa toracica, per poi cospargerli di sale e adagiarli sulle spalle in modo che ricadessero sul petto. Vittime di questo metodo di esecuzione sono menzionate nella poesia scaldica e nelle saghe norrene, e si ritiene che anche il Re Ælle II di Northumbria, Halfdan figlio del Re Haraldr Hárfagri di Norvegia, Re Edmondo, Re Maelgualai di Munster, e forse l'arcivescovo Ælfheah abbiano subito questa tortura.
L'atto di effettuare questo supplizio è descritto come "tagliare l'aquila di sangue".
Alcuni studiosi hanno supposto che in realtà tale cruenta pratica non sia mai stata effettuata, ma che, durante le interpretazioni dei testi norreni, siano stati effettuati degli errori di riscrittura, non esistendo in effetti documentazioni dirette sulla sua reale applicazione.

## Resoconti
L'aquila di sangue appare solo in due casi nella letteratura norrena, e piccoli riferimenti obliqui che alcuni hanno interpretato come riferiti alla stessa pratica. Le prime versioni condividono alcuni punti in comune: le vittime erano entrambe nobili, Halfdan Haleg principe e guerriero norvegese (figlio di Harald Bellachioma) e Aelle II, re della Northumbria durante il IX secolo, entrambi sono stati uccisi per una rappresaglia di un padre.

## Autenticità
Si discute se l'aquila di sangue sia stata storicamente praticata, o se sia stato uno strumento letterario fittizio inventato dagli autori che hanno trascritto le saghe. Non esistono resoconti contemporanei del rito, gli scarsi riferimenti nelle saghe risalgono a diverse centinaia di anni dopo la cristianizzazione della Scandinavia.
Alfred Smyth, nel suo libro (Scandinavian Kings in the British Isles) sostenne la storicità del rito, affermando che si trattasse chiaramente di un sacrificio umano ad Odino. Descrisse l'esecuzione di Ælla come un "resoconto accurato di un corpo sottoposto al rituale dell'aquila di sangue".
Ronald Hutton, nel suo libro (The Pagan Religions of the Ancient British Isles) sostenne che: "Il rito, che rappresenta l'uccisione di un guerriero sconfitto, nella quale si separavano le costole dalla schiena e si estraevano i polmoni, è stato dimostrato che probabilmente è un mito cristiano derivante dall'incomprensione di alcuni versi antichi."